# Krummacher (Familie)
Die Familie Krummacher stammt ursprünglich aus Westfalen. Der Name geht auf eine Flur- und Hofbezeichnung in Warendorf zurück. Nach dem westfälischen Frieden wanderte der evangelische Zweig der Familie in die evangelische Grafschaft Tecklenburg aus; der katholische Zweig ist bis auf den Tag in Warendorf ansässig.
Die Familie hat über Generationen hinweg bekannte Theologen hervorgebracht:
1. Friedrich Adolf Krummacher (1767–1845)
  1. Friedrich Wilhelm Krummacher (1796–1868)
    1. Cornelius Friedrich Adolf Krummacher (1824–1884)
      1. Theodor Gustav Hermann Adam Krummacher (1867–1945)
        1. Friedrich-Wilhelm Krummacher (1901–1974, Bischof)
          1. Friedhelm Krummacher (* 1936, Musikwissenschaftler)
          2. Bernd-Dietrich Krummacher (* 1944, Pfarrer)
          3. Christoph Krummacher (* 1949, Theologe und Kirchenmusiker)

  2. Emil Wilhelm Krummacher (1798–1886)
    1. Hermann Friedrich Krummacher (1828–1890)
    2. Karl Emil Krummacher (1830–1899)
2. Gottfried Daniel Krummacher (1774–1837)

Auch Johann-Henrich Karl Daniel Krummacher (Jo Krummacher) (1946–2008) war Pfarrer. Neben den zahlreichen Theologen haben sich eine ganze Reihe der Nachfahren des Friedrich Adolf Krummacher als Künstler, Wissenschaftler und Literaten einen Namen gemacht, z. B. Friedrich Arnold Krummacher, Hans-Henrik Krummacher, Karl Krummacher, Karl-Michael Krummacher, Michael Krummacher, Otto Krummacher.
Verwandtschaftliche Beziehungen bestehen u. a. zu den Familien Heinemann, von Kügelgen, Modersohn, Natorp, de Saussure, Smend, Zerrenner.
Ein Teil der Nachfahren des Friedrich Adolf Krummacher versammelt sich seit der Mitte des 19. Jahrhunderts regelmäßig zu Familientagen (2002 in Potsdam erstmals ökumenischer Familientag gemeinsam mit dem katholischen Zweig (Festprediger: Bischof Wolfgang Huber); 2005 in Worpswede); sie bilden gemeinsam den Krummacher-Familienverband (Präsident: bis 2005 Gottfried Krummacher († 2005), von 2006 bis 2012 Gert Krummacher (Buenos Aires), von 2012 bis 2018 Heinrich Fitger, seit 2018 Susanne Krummacher.) 